# Marigliano
Marigliano – miejscowość i gmina we Włoszech, w regionie Kampania, w prowincji Neapol.
Według danych na rok 2004 gminę zamieszkiwało 30 291 osób, 1376,9 os./km².